# Hagasessorna

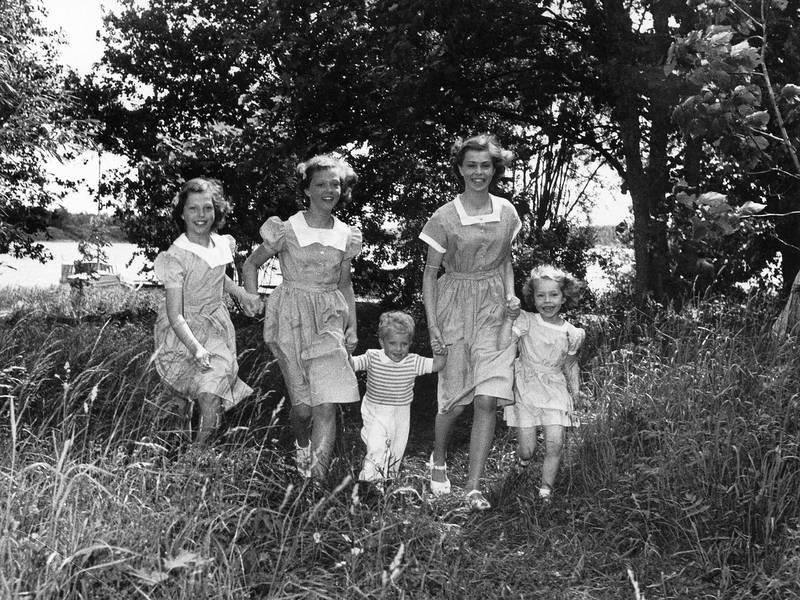
"Hagasessorna" och Carl Gustaf i Hagaparken 1948.

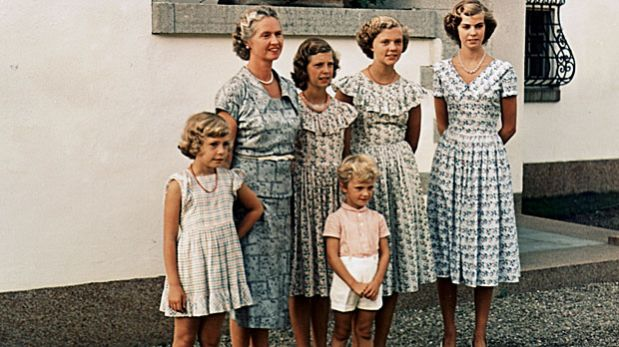
Det är början av 1950-talet och på Solliden har prinsessan Sibylla samlat sina fem barn, från vänster Christina, Désirée, Birgitta och Margaretha. Längst fram står deras lillebror, han som hemma kallades "Hertigen".

Hagasessorna (prinsessorna på Haga, Hagaprinsessorna, sessorna på Haga), som folklig och inofficiell benämning, kallades ibland systrarna/prinsessorna Margaretha, Birgitta, Désirée och Christina. 

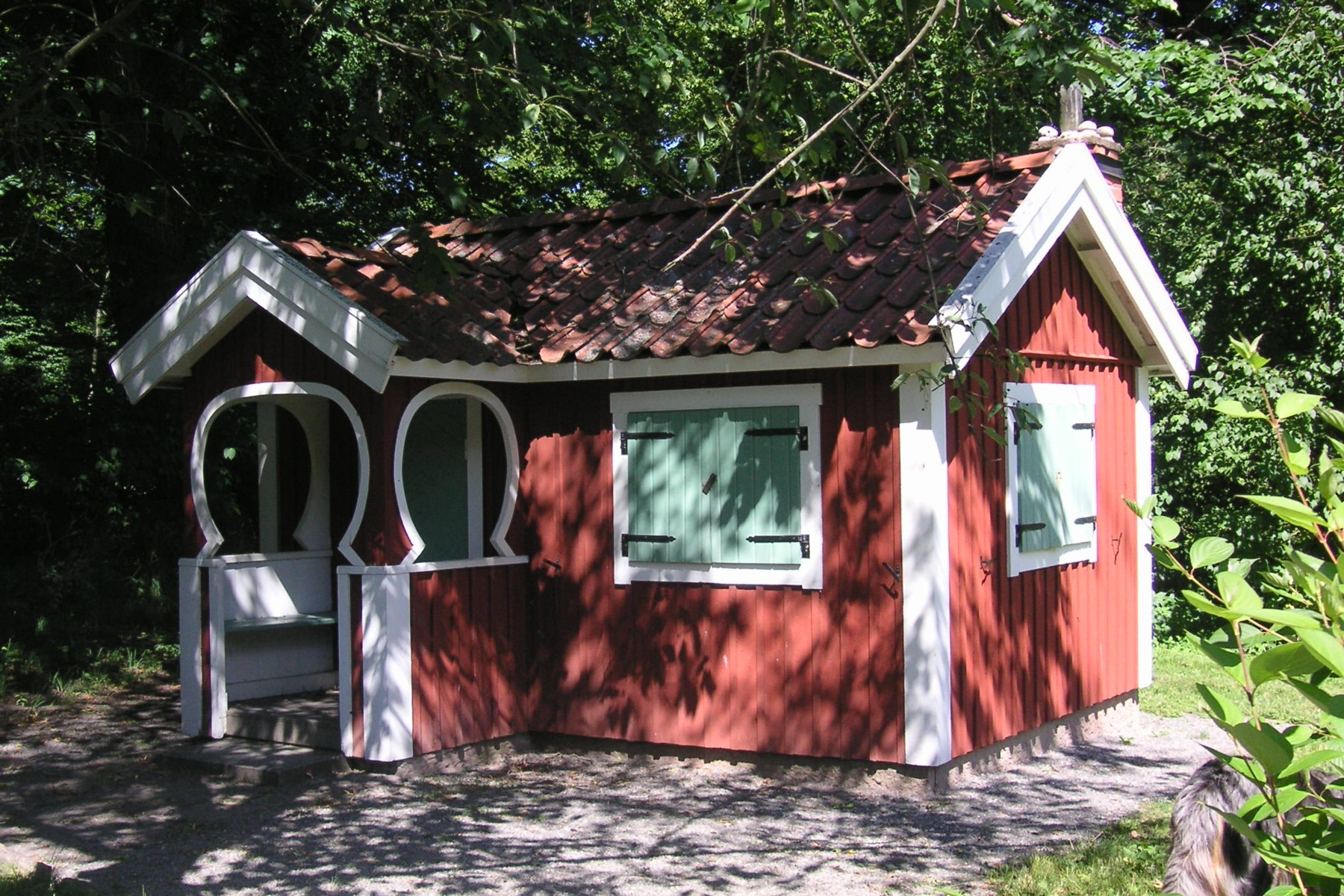
Sessornas lekstuga, 2008.

Sessorna på Haga var döttrar till prins Gustaf Adolf och prinsessan Sibylla och därmed även storasystrar till Sveriges nuvarande kung Carl XVI Gustaf. De bodde på Haga slott i Hagaparken i Solna stad under 1940-talet, vilket har gett upphov till smeknamnen. 
Sedan deras far Gustav Adolf omkommit år 1947 flyttade familjen till Stockholms slott. Prinsessornas lekstuga finns fortfarande kvar intill Haga slott. Lekstugan i ölandsstil var en present från Gustaf V till hans barnbarns barn.
Författarinnan Brita af Geijerstam gav 1940 ut sångsamlingen Hagaprinsessornas visor. En av visorna, "Prinsessorna på Haga", spelades 1941 in på grammofonskiva av Gull Åkermark.